# SS Ursae Minoris
SS Ursae Minoris är en dubbelstjärna i den södra delen av stjärnbilden Lilla björnen. Den har en skenbar magnitud av ca 17  (G) och kräver ett mycket kraftfullt teleskop för att kunna observeras. Baserat på parallax enligt Gaia Data Release 2 på ca 1,89 mas, beräknas den befinna sig på ett avstånd på ca 1 730 ljusår (ca 530 parsek) från solen. Den rör sig närmare solen med en heliocentrisk radialhastighet på -74 km/s.

## Egenskaper
Primärstjärnan SS Ursae Minoris A är en vit till blå stjärna med en effektiv temperatur av ca 7 100 K.

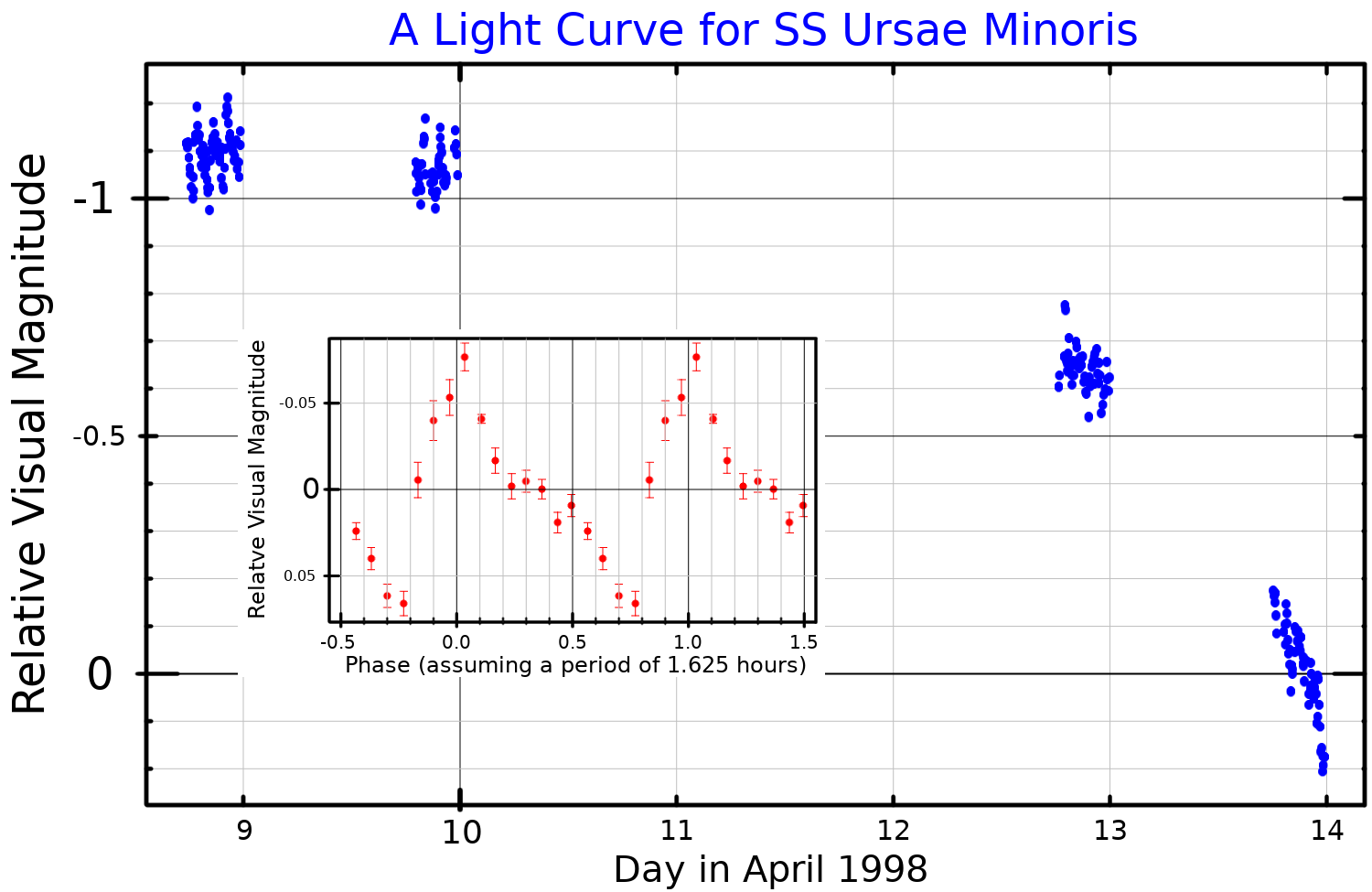
Ljuskurva i synliga bandet för SS Ursae Minoris. Huvuddiagrammet visar ett superutbrott, och det infällda diagrammet visar superutbrott som inträffade den 8-9 april 1998. Anpassad från Kato et al. (1998).

SS Ursae Minoris är en kataklysmiskt variabel dubbelstjärna. Den upptäcktes visuellt och separat genom dess röntgenstrålning 1982 innan observationerna förstods komma från samma objekt. Den klassificeras som en SU Ursae Majoris-variabel av underklass dvärgnova genom att den har både "normala" utbrott av ökad ljusstyrka såväl som ännu ljusstarkare "superutbrott". Men till skillnad från andra SU Ursae Majoris-stjärnor är superutbrotten av längre varaktighet än de vanliga utbrotten. De två stjärnorna kretsar kring med en omloppsperiod av  98 minuter.